# Справа авіаторів 1941 року
«Справа авіаторів 1941 року» — репресії проти вищого та середнього командного складу Військово-повітряних сил та керівників авіаційної промисловості СРСР. Розпочаті НКВС у травні 1941, за ініціативою радянського диктатора Йосипа Сталіна.

## Передумови

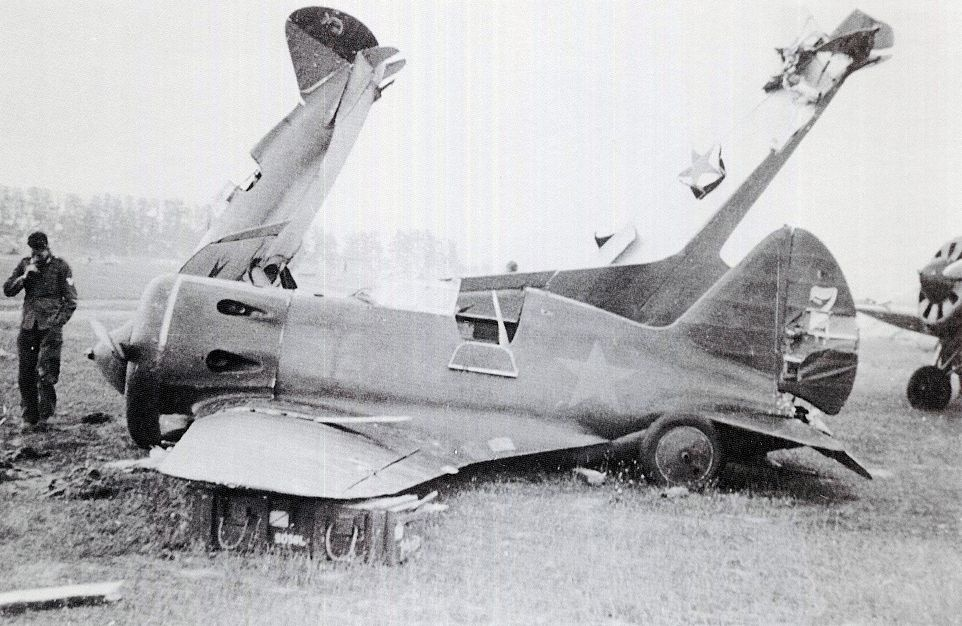
1941 рік, колосальні втрати бойових літаків радянськими ВПС. Пружанський аеродром, червень

Існує декілька версій виникнення у 1941 році так званої «Справи авіаторів».
Перша версія, котру більшість дослідників вважають домінуючою — це підвищена аварійність в частинах радянських ВПС. Головною причиною вказується: падіння дисципліни льотного та технічного складу (відсутність контролю з боку командирів за підлеглими та станом матеріальної частини, шкідництво та змова, пияцтво тощо) та невиконання розпоряджень вищого політичного та військового керівництва. 19 червня 1941 з'являється наказ наркома оборони СРСР за № 0042, про недоліки маскування аеродромів і найважливіших військових об'єктів, прорахунки у бойовий підготовці та стан дисципліни (аналогічні накази видавалися НКО і раніше). Друга причина — колосальні втрати бойових літаків в перші дні німецько-радянської війни.
Проте Марк Солонін, російський дослідник і публіцист, котрий спеціалізується на історії авіації, у своїй книзі «На мирно сплячих аеродромах…» (рос. «На мирно спящих аэродромах…») стверджує, що обидві версії не були підставою для репресій. Перша причина, що пов'язана з аварійністю в стройових частинах ВПС, на думку автора, є недолугою тому, що втрати пілотів і літаків від аварій не перевищували норми для того часу. Друга — заперечується через те, що арешти авіаторів і слідство, почалися задовго до початку війни. Солонін пише: «Навіть на тлі інших абсурдних і кривавих діянь сталінського режиму, так звана «Справа авіаторів» вражає своєю ірраціональністю".
Одночасно зі «Справою авіаторів», розкручувався великий процес про «антирадянську змову» в Головному артилерійському управлінні РСЧА, наркоматах боєприпасів (перші арешти тут проведено ще восени 1940) та озброєнь СРСР. Були заарештовані та розстріляні: заступник начальника Головного управління, генерал-майор Г. К. Савченко (1901 — 28 жовтня 1941) та його заступники, багато конструкторів артилерійських систем. 30 травня заарештовано наркома боєприпасів І. П. Сергєєва, його заступника А. К. Ходякова та багатьох інших. 7 червня 1941 заарештовано наркома озброєнь Б. Л. Ванникова (один з небагатьох, хто пережив ці репресії, майбутній керівник радянського атомного проекту).

## Перебіг подій
9 квітня 1941 Політбюро ЦК ВКП(б) і РНК СРСР приймає постанову «Щодо аварій та катастроф в авіації Червоної Армії» (рос. «Об авариях и катастрофах в авиации Красной Армии»). 6 травня 1941 Політбюро прийняло постанову про відсторонення від посади начальника НДІ ВПС О. І. Філіна (18 січня 1903 — 23 лютого 1942) .
Перший арешт, який слід віднести до «Справи авіаторів», стався 18 травня 1941, тоді було заґратовано начальника Науково-випробувального полігону авіаційного озброєння ВПС, полковника Г. М. Шевченка (нар. 1894, член ВКП (б) з 1926). 23 травня заарештували і Філіна (27 травня, вийшла Постанова РНК про НДІ ВПС, а 31 травня наказ Наркомату оборони, про передачу начальника НДІ ВПС суду військового трибуналу).
Далі заарештовані:
- 30 травня — помічник командувача ВПС Орловського ВО Е. Г. Шахт (нар. 1904, член ВКП (б) з 1926)
- 31 травня — командувач ВПС Московського ВО, генерал-лейтенант авіації П. І.  Пумпур (раніше — начальник Управління бойової підготовки ВПС РСЧА; *1900, член ВКП (б) з 1919)
- 1 червня — помічник генерал-інспектора ВПС Червоної армії, комдив М. М. Васильченко (нар. 1896, член ВКП (б) з 1918)

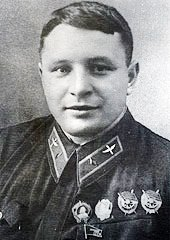
4 червня
  - заступник начальника штабу ВПС РККА, генерал-майор авіації П. П. Юсупов (нар. 1894, безпартійний)
  - начальник відділу Науково-випробувального полігону авіаційного озброєння ВПС: С. Г. Онисько (нар. 1903, член ВКП (б) з 1923)
  - начальник відділу цього ж полігону, військовий інженер 1-го рангу В. Я. Цилов (нар. 1896, член ВКП (б) з 1918)
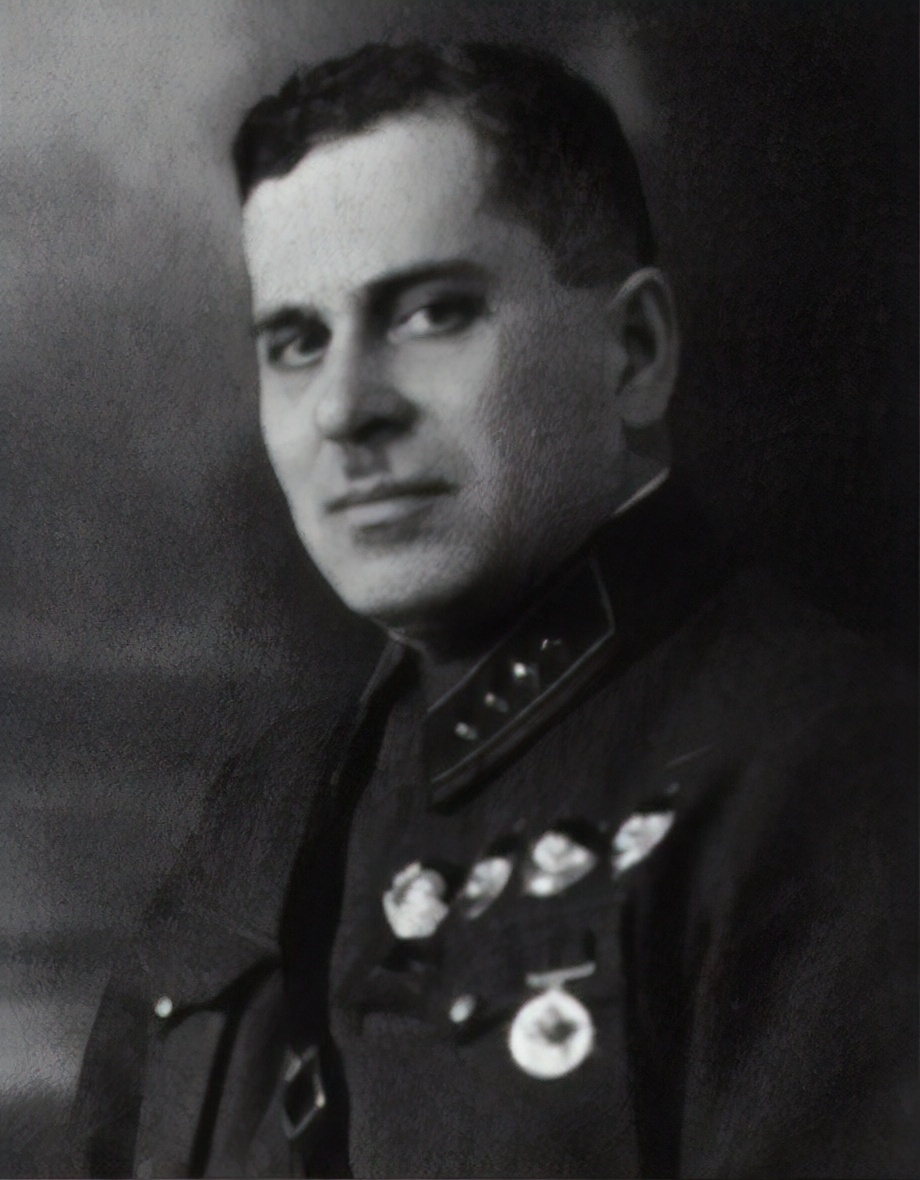
7 червня
  - начальник Управління ППО СРСР генерал-полковник Г. М. Штерн (нар. 1900, член ВКП (б) з 1919)
  - заступник командувача ВПС Ленінградського ВО, генерал-майор авіації А. А. Лєвін (нар. 1896)
- 8 червня  — помічник начальника Генерального штабу РККА по авіації, генерал-лейтенант авіації Я. В. Смушкевич
9 червня — генерал-полковник О. Д. Локтіонов (нар. 1893, штабс-капітан ще старої російської армії, член ВКП (б) з 1921. У 1937—1940 Головком ВПС РККА, заступник наркома оборони СРСР, член ЦК ВКП (б), член Головної Військової Ради, командувач Прибалтійським особливим військовим округом до лютого 1941. Остання посада перед арештом — «в розпорядженні НКО». Нагороджено двома орденами Червоного Прапора, орденом Червоної Зірки)
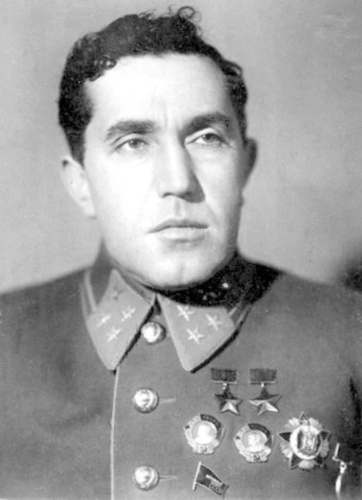
Я.В. Смушкевич
О. І. Філін
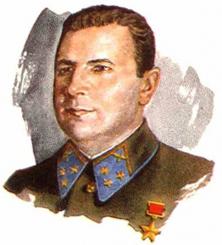
П. І. Пумпур
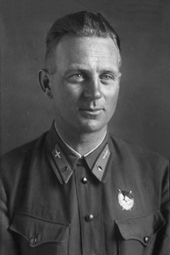
Е.Г. Шахт

- 17 червня — командувач ВПС Далекосхідного фронту, генерал-лейтенант авіації К. М. Гусєв (нар. 1906, член ВКП (б) з 1930 командувач ВПС Білоруського ОВО)
- 19 червня — помічник командувача ВПС Приволзького ВО, генерал-лейтенант авіації П. А. Алексєєв (раніше начальник Головного управління авіаційного постачання РСЧА; *1888, член ВКП (б) з 1920)

Репресії не зупинилися і з початком німецько-радянської війни, подальші арешти відбувалися:
- 24 червня
  - колишній головком ВПС РККА, генерал-лейтенант авіації П. В. Ричагов (нар. 1911, від серпня 1940 по 9 квітня 1941 — головком ВПС РККА)
  - командувач ВПС Південно-Західного фронту, генерал-лейтенант авіації Є. С. Птухін (нар. 1902, член ВКП (б) з 1918)[6]
- 26 червня
  - командувач ВПС Північно-Західного фронту генерал-майор авіації А. П. Іонов (нар. 1894, член ВКП (б) з 1938)
  - заступник командира авіаполку особливого призначення, майор М. П. Нестеренко (нар. 1910, дружина Павла Ричагова, розстріляна разом з чоловіком 28 жовтня 1941 у селищі Барбиш)[7]

- 27 червня

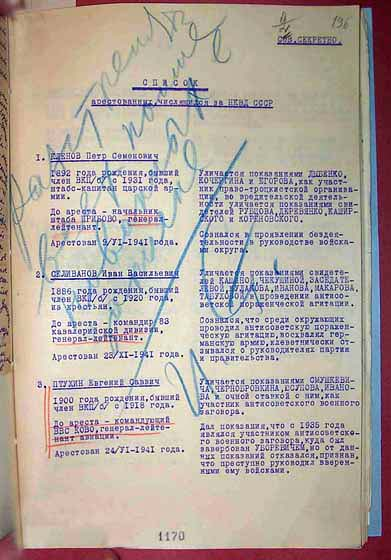
Заголовна сторінка «розстрільного» списку з ім'ям Є. С. Птухіна і накладеної особистою резолюцією Й. В. Сталіна: "Розстріляти всіх названих у записці Й. Ст.»

  - начальник штабу ВПС РККА, генерал-майор авіації П. С. Володін (нар. 1901, з 11 квітня 1941 і по день арешту начальник штабу ВПС РККА. Перший раз Володіна, на той момент начальника штабу ВПС 1-ї Червонопрапорної армії, заарештували у 1938, у 1939 випустили на волю)
  - командувач ВПС 7-ї армії (Карелія), генерал-лейтенант авіації І. Й. Проскуров (нар. 1907, раніше помічник головкому ВПС по авіації далекої дії, член ВКП (б) з 1927)
- 28 червня начальник Військової академії командного і штурманського складу ВПС, генерал-лейтенант авіації Ф. К. Арженухін (нар. 1902, член ВКП(б) з 1922)[8]
- 8 липня — командувач ВПС Західного фронту, генерал-майор авіації А. І. Таюрський (нар. 1900, заступник командувача ВПС Західного фронту, після загибелі 22 червня командувача ВПС фронту Копеця І. І.[Вин. 2] став до виконання його обов'язків; член ВКП(б) з 1926)
- 12 липня — начальник штабу ВПС Південно-Західного фронту, генерал-майор авіації М. О. Ласкін (нар. 1894, безпартійний).

Були ще й десятки інших командирів, інженерів, управлінців, арештовані та страчені в рамках «Справи авіаторів». У звинуваченнях, висунутих заарештованим, відсутні факти, документи або реальні події, а також мотиви вчинення злочину і спільникі на стороні супротивника, яким обвинувачені мали передавали секретні відомості. Немає нічого, окрім шаблонних фраз: «… викривається як учасник антирадянського військової змови показами…». Слідчими було переписано звинувачення часів 1937–1938 в участі у «Троцькістсько-терористичної змові», а в числі свідків звинувачення, присутні особи, що вже декілька років тому розстріляні.
Всіх, кого не було закатовано під час слідства і дожив до вироку, стратили. 28 жовтня 1941 було розстріляно у селищі Барбиш Куйбишевської області, на спецділянці Управління НКВС СРСР по Куйбишевській області: Локтіонова, Штерна, Арженухіна, Ричагова, разом з дружиною, Смушкевича, Проскурова, Савченко, Володіна та інших, всього 25 чоловік, включаючи і звинувачених по іншим справам.
Доля найбільшої групи ув'язнених по «Справі авіаторів», була вирішена на початку наступного року. 29 січня 1942 Лаврентій Берія надав список із 46 заарештованих, котрих ще не встигли стратити до того часу. Сталін особисто накреслив на доповідній записці наркома НКВС: «Розстріляти всіх названих у записці». 13 лютого Особлива нарада НКВС СРСР видала постанову про смертний вирок, а розстріляли — 23 лютого 1942, у День Червоної армії і флоту.
Галерея
- П.В. Ричагов
- Г.М. Штерн
- О.Д. Локтіонов
- Я.В. Смушкевич
- О. І. ФілінО. І. Філін
- П. І. Пумпур
- Е.Г. Шахт